# カン・ソウン
カン・ソウン（ハングル表記：강서은、1984年4月21日 - ）は、大韓民国の韓国放送公社 (KBS) 所属のアナウンサー。崇実大学校仏文学科を卒業した。アシアナ航空の国際線乗務員、MBNの「看板」アナウンサーとしての活躍の後、2014年にKBSにアナウンサーとして入局した。ニュース番組の他に時事教養番組やクイズ番組『挑戦! ゴールデンベル』などの司会進行を務めた。

## 担当番組
- 출발 모닝뉴스 (MBN). ニュース番組[1]。
- MBN 종합뉴스. ニュース番組[1]。
- 스포츠 스테이션 M (MBN). スポーツニュース番組[1]。
- 이제는 전원시대 (MBN) - 司会。時事教養番組[1]。
- KBS 뉴스 5. ニュース番組[1]。
- 4시 뉴스집중 (KBS) - 司会。時事教養番組[1]。
- 특파원 보고 세계는 지금 (KBS) - 司会。時事教養番組[1]。
- 挑戦! ゴールデンベル (KBS) - 司会。[2]。
- 성공예감 김원장 강서은입니다 (KBS1ラジオ)[1]。
- 강서은의 밤을 잊은 그대에게 (KBS2ラジオ)[1]。